# 五姓
五姓，為北魏至唐朝期間，由北魏的四姓發展而來，崔氏、盧氏、李氏、鄭氏、王氏等五大氏族的並稱。又因地域被分為七望，即陇西李氏、赵郡李氏、博陵崔氏、清河崔氏、范陽盧氏、荥阳郑氏、太原王氏。而後清河崔氏被排為兩家，范陽盧氏被排為三家，即七姓十家，在唐朝被列為禁婚家。

## 範圍與發展
五姓由傳統的「四姓」發展而來，然而不同時代對四姓的界定略有差異，對四姓發展為五姓的描述也有不同。柳芳描述唐朝普遍的說法，以崔氏、盧氏、李氏、鄭氏為四姓，加王氏為五姓；胡三省註解《資治通鑑》，以盧氏、崔氏、鄭氏、王氏為四姓，加上李氏為五姓。
最初，北魏孝文帝很重視氏族，當時氏族推崇范陽盧氏盧敏、清河崔氏崔宗伯、滎陽鄭氏鄭羲、太原王氏王瓊等四姓，孝文帝將他們的女兒納入自己的後宮。隴西李氏李沖與氏族通婚，孝文帝也以他的女兒為夫人。當時趙郡李氏也有很多知名的成員。當時世人以五姓作為家世高華的代表。
在唐朝，人們以與五姓家族聯姻為榮。社會風氣所及，想要與五姓家族聯姻，往往需要很高的聘禮。這種高門第所取厚重聘禮的風氣被唐朝朝廷視為社會弊端，朝廷採取了許多打擊五姓家族的措施，如編訂太宗朝《氏族志》，調降山東氏族的等第，然而終不能革除此種社會風氣。薛元超曾感嘆自己富貴過人，然而人生中三大憾事：不能以進士擢第、不娶五姓女、不得修國史。由此可以反映出五姓在唐朝的地位。

## 禁婚家
在唐朝，五姓中最顯赫的十個家族，被列為「禁婚家」。唐高宗下詔禁止包括北魏隴西李氏李寶、太原王氏王瓊、滎陽鄭氏鄭溫、范陽盧氏盧子遷、盧渾、盧輔、清河崔氏崔宗伯、崔元孫、前燕博陵崔氏崔懿、晉趙郡李氏李楷等子孫後裔自己做主互相通婚。因為這十個家族共分屬七個不同的郡望，所以也被稱為「七姓」。高宗本意在打擊這些家族，然而社會上仍秘密嫁娶，甚至有人冒充自稱，以此自高身價，「禁婚家」反而成為高門家族的標榜。他們申論高宗禁婚的原因是出於「五姓婚媾，冠冕天下，物惡大盛，禁相為姻」，而以此為榮。

## 延伸閱讀
[在维基数据编辑]
 《欽定古今圖書集成·明倫彙編·氏族典·五姓部》，出自陈梦雷《古今圖書集成》